# Genius & Friends
Genius & Friends (в переводе с англ. — «Гений и друзья») — первый посмертный альбом ритм-энд-блюзового музыканта Рэя Чарльза, изданный 20 сентября 2005 года.
Материал Genius & Friends состоит из песен, ранее не издававшихся по неизвестным причинам.

## Об альбоме
Он был записан ещё в 1998 году, но ранее не был выпущен. После коммерческого успеха альбома Genius Loves Company лейбл Rhino решил издать Genius & Friends, который является практически точной копией Genius Loves Company.
Поработать над альбомом решил известный продюсер Фил Рамон (англ. Phil Ramone). Он собрал песни Рэя Чарльза, записанные в 1997-1998 годах. Также участие в работе принял композитор, музыкант и продюсер Майк Уолден.
Хотя материал уже был готов к записи, для записи полного альбома недоставало несколько композиций. Поэтому были взяты некоторые другие песни: «Big Bad Love», дуэтная песня Чарльза с Дайаной Росс, концертная версия трека «Busted», исполненная вместе с Вилли Нельсоном и включенная в документальный фильм Ray Charles: 50 Years In Music, а также «America The Beautiful», в исполнении Алиша Киз.
Впоследствии вокал Рэя Чарльза наложили на фонограмму, а голоса других исполнителей оставались неизменными. Альбом стал достойным компаньоном Genius Loves Company и ничуть не уступает ему.
Ещё при жизни Рэй Чарльз лично выбирал музыкантов для записи пластинки, ими стали: Крис Айзек, R&B-певица Энджи Стоун, Мэри Джей Блайдж, Глэдис Найт, Лила Джеймс, Джон Ледженд, Алиша Киз, Вилли Нельсон, Лаура Паузини, Джордж Майкл.

## Список композиций
| №   | Название                                                               | Автор(ы)                | Длительность |
| --- | ---------------------------------------------------------------------- | ----------------------- | ------------ |
| 1.  | «All I Want to Do» (совместно с Энджи Стоун)                           | Уолден, Маккинни        | 4:00         |
| 2.  | «You Are My Sunshine» (совместно с Крисом Айзеком)                     | Дэвис, Митчелл          | 3:48         |
| 3.  | «It All Goes By So Fast» (совместно с Мэри Джей Блайдж)                | Кен Хирск, Леви         | 5:07         |
| 4.  | «You Were There» (совместно с Глэдис Найт)                             |                         | 3:40         |
| 5.  | «Imagine» (совместно с Рубеном Стюддардом и The Harlem Gospel Singers) | Джон Леннон             | 4:26         |
| 6.  | «Compared to What» (совместно с Лилой Джеймс)                          | Джин МакДэниелс         | 3:41         |
| 7.  | «Big Bad Love» (совместно с Дайаной Росс)                              | Тайрелл, Тайрелл, Семпл | 3:44         |
| 8.  | «I Will Be There» (совместно с Идиной Мензель)                         | Уолден, Дакота          | 4:42         |
| 9.  | «Blame It on the Sun» (совместно с Джорджом Майклом)                   | Стиви Уандер, Райт      | 4:46         |
| 10. | «Touch» (совместно с Джоном Леджендом)                                 | Уолден, Брукс, Маккини  | 4:39         |
| 11. | «Shout» (совместно с Пэтти Лабелле и Andrae Crouch Singers)            | Уолден, Хилден          | 5:10         |
| 12. | «Surrender to Love» (совместно с Лаурой Паузини)                       |                         | 4:12         |
| 13. | «Busted» (совместно с Вилли Нельсоном)                                 | Харлан Ховард           | 2:31         |
| 14. | «America the Beautiful» (совместно с Алишей Киз)                       | Бэйтс, Уорд             | 2:58         |

## Чарты
| Год  | Чарт                      | Позиция |
| ---- | ------------------------- | ------- |
| 2005 | Austrian Albums Chart     | 3       |
| 2005 | Dutch Albums Chart        | 7       |
| 2005 | French Albums Chart       | 6       |
| 2005 | Swiss Music Charts        | 4       |
| 2005 | Ultratop 50 (Валлония)    | 3       |
| 2005 | Ultratop 40 (Фландрия)    | 4       |
| 2005 | US Billboard 200          | 36      |
| 2005 | US Top R&B/Hip-Hop Albums | 24      |